# Ioniserende stråling
Ioniserende stråling betegner forskellige former for stråling som har tilstrækkelig stor energi til at ionisere atomer eller molekyler. Energien er typisk af størrelsesorden nogle megaelektronvolt. Ioniserende stråling er almindeligt forekommende i naturen omkring os og et utal af naturlige processer udsender ioniserende stråling. Den samlede mængde ioniserende stråling fra alle naturlige kilder et givent sted betegner man nogle gange som baggrundsstrålingen.
En del af baggrundsstrålingen her på jorden stammer fra radioaktivitet i forbindelse med henfald af radioaktive atomkerner, men Solen og verdensrummet (se kosmisk stråling) bidrager også med ioniserende stråling ved jordoverfladen. Radioaktivitet blev første gang observeret i 1896 af Henri Becquerel, som iagttog at uranholdige og thoriumholdige mineraler udsender gennemtrængende stråling, der bl.a. kan sværte en fotografisk plade. Senere opdagede han at et radium-præparat som han bar i sin lomme, udsendte stråling som var i stand til at fremkalde et langsomt helende sår.

## Typer af ioniserende stråling
alfa-, beta- og gamma-stråling fra radioaktive stoffer samt energirige protoner, neutroner og eksotiske partikler fra verdensrummet fra den kosmiske baggrundsstråling. 
Ud over disse naturligt forekommende kilder, møder vi ofte også ioniserende stråling fra menneskeskabte kilder i dagligdagen. Det kan være UV-stråling fra solarier, medicinsk apparatur (røntgenapparater, strålekanoner), laboratorieudstyr (partikelacceleratorer eller radioaktive kilder) eller på atomkraftværker.
Alfastråling er mindst gennemtrængende. Afhængigt af energien når den kun få centimeter væk fra kilden før partiklerne er opbremset ved sammenstød (ionisering) med luftmolekyler.
Betastråling er mere gennemtrængende. Afhængigt af energien er rækkevidden i luft af størrelsesorden nogle meter.
Gammastråling er mest gennemtrængende og passerer så godt som usvækket gennem luft. Afhængigt af energien skal der nogle centimeter bly til for at svække intensiteten væsentligt. Halveringstykkelsen er på 6-7 mm bly ved en fotonenergi på 0,66 MeV.

## Detektion af ioniserende stråling
Til påvisning af ioniserende stråling benyttes typisk et Geiger-Müller-rør. Det er et apparatur som består af et rør med en tråd i midten. Over rør og tråd er der en spændingsforskel på nogle kilovolt. Når ioniserende stråling kommer ind i røret, skaber den ioner som tillader en kortvarig strøm at løbe mellem rør og tråd. Herved opstår der en spændingsforskel over en resistor som er serieforbundet med rør og tråd. Spændingspulsen registreres af en tæller.
Til synliggørelse af ioniserende stråling kan man alternativt benytte et tågekammer. I et sådant trækker ladede partikler spor af dugdråber efter sig. Vha. magnetfelter kan man afbøje partiklerne og herved opnå information om deres ladning og fart.

## Absorption af ioniserende stråling
Svarende til de forskellige typer af ioniserende stråling findes forskellige absorptionsmekanismer.
Alfastråling nedbremses ved sammenstød med de molekyler som den møder på sin vej. En alfapartikel danner tusindvis af ioner på en kort strækning. Ved hvert sammenstød afgiver den en forsvindende lille del af sin energi. 
Betastråling nedbremses ligeledes ved stød, men da en betapartikel vejer langt mindre end en alfapartikel, afgives en langt større del af energien ved hvert sammenstød. Til gengæld er der længere mellem sammenstødene. Betastråling nedbremses endvidere under udsendelse af bremsestråling ved tæt passage af atomkerner, som afbøjer betapartiklerne pga. den elektriske tiltrækning.
Gammastråling absorberes afhængigt af energien på tre forskellige måder: Ved fotoionisering, ved Compton-spredning og ved pardannelse. Ved fotoionisering absorberes gammastrålingen i form af fotoner fuldstændigt af atomer, som til gengæld ioniseres. Ved Compton-spredning afgiver gammastråling i form af fotoner noget af deres energi ved sammenstød med frie elektroner. Ved pardannelse omdannes et gammakvant til en elektron og en positron.

## Virkninger af ioniserende stråling
Ioniserende stråling kan forvolde betydelig skade i biologiske organismer. Ved ionisering af molekyler i det organiske væv skabes frie radikaler som kan give anledning til mutationer dvs. ændringer af cellernes arveanlæg der så godt som altid er skadelige – de medfører typisk kræft – selv ved lave koncentrationer af ioniserende radioaktivt nedfald og lader til at gøre at børn bliver mindre intelligente.

Alfastråling bremses af beklædning eller i huden. Betastråling bremses f.eks. af en mur. Gammastråling svækkes først væsentligt af et par meter beton eller jord.
Heraf følger at det kræver de mest omfattende foranstaltninger at beskytte sig mod gammastråling.
Som mål for hvor meget ioniserende stråling en (del af en) organisme har modtaget, haves den ækvivalente dosis (H). Per definition er dosis givet ved {\displaystyle D=E/m}, hvor E er den energi som strålingen har afsat, og m er massen af det væv som energien er afsat i. D angives i gray (Gy). Man tager højde for at forskellige typer af stråling ikke er lige ioniserende ved at indføre størrelsen ækvivalent dosis. Per definition er {\displaystyle H=QD}, hvor Q er en kvalitetsfaktor. Eksempelvis er kvalitetsfaktoren 20 for alfastråling, men kun 1 for gammastråling. H angives i sievert (Sv).
Den ækvivalente dosis benyttes f.eks. i forbindelse med vurdering af skadevirkning af ioniserende stråling i arbejdssituationer. En tommelfingerregel siger at der er 5 %'s risiko per Sv for at en person som har været udsat for ioniserende stråling udvikler stokastiske skader.
I Danmark er den gennemsnitlige, årlige strålingsbelastning per indbygger 4 mSv fordelt med 1 mSv på medicinske undersøgelser (herunder optagelse af røntgenfotos) og 3 mSv på baggrundsstråling (fortrinsvis fra henfald af radon og dens datterkerner).

## Anvendelser af ioniserende stråling
Ioniserende kan imidlertid også helbrede. I helsefysikken anviser man metoder til diagnosticering og behandling af en bred vifte af sygdomme.
Ved diagnosticering benytter man sig typisk af radioaktive sporstoffer som i kraft af en fysiologisk selektionsmekanisme koncentreres i det organ man ønsker at undersøge. Den udsendte stråling detekteres og monitoreres.
Ved strålebehandling udnytter man den kendsgerning at celler er særligt følsomme over for ioniserende stråling mens de deler sig. Kræftceller er karakteriseret ved at dele sig uhæmmet, og af den grund er det muligt at ramme en kræftsvulst hårdere end det omgivende raske væv.